# Bảo tàng Vùng Chrudim
Bảo tàng Vùng Chrudim (tiếng Czech: Regionální Muzeum v Chrudimi) thu thập các tài liệu lịch sử và tác phẩm nghệ nhân liên quan đến khu vực thành phố Chrudim, Cộng hòa Séc (Chrudimsko).

## Lịch sử
Tòa nhà đầu tiên của bảo tàng xây dựng vào năm 1897–1898 theo kiến trúc Tân Phục Hưng nhằm phục vụ trưng bày triển lãm. Tòa nhà thứ hai xây dựng từ năm 1898 đến năm 1901 theo kiến trúc Tân Baroque với mục đính làm nơi tổ chức các sự kiện văn hóa.
Trước năm 2003, tên chính thức của bảo tàng là "Okresní muzeum v Chrudimi" (Bảo tàng Quận Chrudim), sau đó đổi tên thành Regionální Muzeum v Chrudimi (Bảo tàng Vùng Chrudim).

## Triển lãm và hoạt động
Hầu hết các hiện vật được bảo tàng lưu giữ đều mang dấu ấn lịch sử khu vực. Sau đây là một số bộ sưu tập:
- Bộ sưu tập khảo cổ, hầu hết được thu thập trong nửa sau của thế kỷ 19.
- Tư liệu dân tộc học từ thế kỷ 16 đến thế kỷ 20.
- Bộ sưu tập lịch sử do các nhà tài trợ trao tặng.
- Thư viện lịch sử với hơn 17 000 đầu sách.
- Lịch sử tự nhiên của khu vực.
- Bộ sưu tập nghệ thuật.

Ba triển lãm thường trực gồm:
- Áp phích của Alphonse Mucha (bảo tàng sở hữu 41 áp phích độc nhất).
- Bộ sưu tập các tác phẩm nghệ nhân địa phương trong giai đoạn chuyển giao thế kỷ 19/20.
- Lịch sử của khu vực dưới dạng khung cảnh hoặc mô hình kích thước thật.

Các cuộc triển lãm ngắn hạn mang nội dung tập trung vào lịch sử địa phương, khoa học tự nhiên và nghệ thuật. Một số dịch vụ có trong viện bảo tàng:
- Cấp quyền truy cập cho các nhà nghiên cứu.
- Thư viện với 48.000 đầu sách.
- Các bài giảng do bảo tàng tổ chức.
- Các ấn phẩm chuyên ngành.
- Tạp chí "Chrudimské vlastivědné listy" (Nghiên cứu Chrudim), phát hành 6 lần trong một năm.
- Dịch vụ bảo tồn dành cho các nhà khảo cổ học.

Bảo tàng Vùng Chrudim luôn mở cửa, trừ các ngày thứ Hai trong tuần.